# Denemarken op het Eurovisiesongfestival 1962
Denemarken nam deel aan het Eurovisiesongfestival 1962 in de hoofdstad Luxemburg van het groothertogdom Luxemburg. Het was de zesde deelname van het land op het Eurovisiesongfestival.

## Selectieprocedure
DR was verantwoordelijk voor de Deense bijdrage voor de editie van 1962. De selectie verliep via de jaarlijkse Dansk Melodi Grand Prix, dat plaatsvond op 11 februari 1962 en werd gepresenteerd door Marianne Birkelund. Er werd gestemd via een jury van 10 personen die één, twee en drie punten te verdelen hadden. De winnaar van deze editie was Ellen Winther met het lied Vuggevise.

## Incident
Aanvankelijk zou ook Gitte Hænning deelnemen aan de show, met het lied Jeg snakker med mig selv. Ze was topfavoriet, maar werd nog voor het evenement gediskwalificeerd door een incident met de componist van het nummer. Deze had de melodie van het lied gefloten in de kantine van de Deense omroep DR, terwijl het verboden was om een inzending voorafgaand aan de show in de openbaarheid te brengen. De regels werden bijzonder strikt toegepast en Hænning moest thuisblijven.

#### Uitslag
| Startplaats | Artiest         | Lied                            | Punten | Plaats |
| ----------- | --------------- | ------------------------------- | ------ | ------ |
| 1           | Chris Dane      | En yndigt strejf an din parfume | 1      | 5      |
| 2           | Ellen Winther   | Vuggevise                       | 27     | 1      |
| 3           | Dario Campeotto | Carissima                       | 7      | 2      |
| 4           | Bård Ove        | Er det virk'lig sandt           | 5      | 3      |
| 5           | Birthe Wilke    | Et eventyr                      | 5      | 3      |

1957 · 1958 · 1959 · 1960 · 1961 · 1962 · 1963 · 1964 · 1965 · 1966 · 1967-1977 · 1978 · 1979 · 1980 · 1981 · 1982 · 1983 · 1984 · 1985 · 1986 · 1987 · 1988 · 1989 · 1990 · 1991 · 1992 · 1993 · 1994 · 1995 · 1996 · 1997 · 1998 · 1999 · 2000 · 2001 · 2002 · 2003 · 2004 · 2005 · 2006 · 2007 · 2008 · 2009 · 2010 · 2011 · 2012 · 2013 · 2014 · 2015 · 2016 · 2017 · 2018 · 2019 · 2020 · 2021 · 2022 · 2023 · 2024 · 2025